# Coryogalops ocheticus
Coryogalops ocheticus är en fiskart som först beskrevs av Norman 1927.  Coryogalops ocheticus ingår i släktet Coryogalops och familjen smörbultsfiskar. Inga underarter finns listade i Catalogue of Life.